# Наньбу
Наньбу́ (кит. упр. 南部, пиньинь Nánbù, буквально: «южная часть») — уезд городского округа Наньчун провинции Сычуань (КНР).

## История
При империи Западная Хань в 206 году до н. э. здесь был образован уезд Чунго (充国县). При империи Восточная Хань из него в 193 году был выделен уезд Наньчунго (南充国县), а оставшаяся часть впоследствии была переименована в Сичунго (西充国县).
При империи Лю Сун уезд Наньчунго был переименован в Наньго (南国县), а уезд Сичунго — в Сиго (西国县).
При империи Лян в 503 году уезд Наньго был переименован в Наньбу, а уезду Сиго впоследствии вернули название Сичунго.
При империи Западная Вэй уезд Сичунго был переименован в Цзиньчэн (晋城县). При империи Суй к нему был присоединён уезд Цзиньань (晋安县).
При империи Тан в 618 году уезд Цзиньчэн был переименован в Цзиньань, затем из части земель уездов Наньбу и Цзиньань был образован уезд Синьцзин (新井县), а в 621 году из части земель уездов Наньбу и Сянжу (相如县) — уезд Чэн (城县), впоследствии переименованный в Синьчжэн (新政县).
При империи Сун в 1071 году уезд Цзиньань был присоединён к уезду Сишуй (西水县).
При империи Юань в 1283 году уезды Синьцзин, Синьчжэн и Сишуй были присоединены к уезду Наньбу.
В 1950 году был создан Специальный район Наньчун (南充专区), и уезд Наньбу перешёл в его подчинение. В 1970 году Специальный район Наньчун был переименован в Округ Наньчун (南充地区). В 1993 году постановлением Госсовета КНР округ Наньчун был преобразован в городской округ Наньчун.

## Административное деление
Уезд Наньбу делится на 2 уличных комитета, 31 посёлок и 40 волостей.